# Campionati Internazionali di Sicilia 1999
I Campionati Internazionali di Sicilia 1999 sono stati un torneo di tennis giocato sulla terra rossa. È stata la 20ª edizione dei Campionati Internazionali di Sicilia, che fanno parte della categoria International Series nell'ambito dell'ATP Tour 1999. Si sono giocati a Palermo in Italia, dal 4 al 10 ottobre 1999.

## Campioni

### Singolare
Arnaud Di Pasquale ha battuto in finale  Alberto Berasategui con il punteggio di 6–1, 6–3

### Doppio
Mariano Hood /  Sebastián Prieto hanno battuto in finale  Lan Bale /  Alberto Martín con il punteggio di 6–3, 6–1